# Enzo Sordello
Enzo Sordello (Pievebovigliana, 20 aprile 1927 – Roccavione, 15 aprile 2008) è stato un baritono italiano.

## Biografia
Nato a Pievebovigliana, studiò al Conservatorio Giuseppe Verdi di Torino e in privato con Carlo Tagliabue. Nel 1952 vinse un Concorso Internazionale organizzato dal Teatro alla Scala e iniziò ad apparirvi in piccoli ruoli. Ottenne il primo ruolo da protagonista come Cinna ne La vestale di Spontini al fianco di Maria Callas, in una produzione diretta da Luchino Visconti. 
Nel 1956 debuttò al Metropolitan come Marcello ne La bohème, seguito da Malatesta in Don Pasquale. Fu anche Enrico in Lucia di Lammermoor accanto a Maria Callas, che, secondo voci, lo licenziò per aver tenuto una nota più lunga della sua. Nel 1961 cantò Filippo nella Beatrice di Tenda in una versione da concerto all'American Opera Society di New York, al fianco di Joan Sutherland e Marilyn Horne. 
Apparve in seguito nei principali teatri lirici del mondo, in particolare all'Opera di Stato di Vienna, alla Deutsche Oper di Berlino, al Teatro Colón di Buenos Aires, nonché al Glyndebourne Festival e al Bregenz Festival. Aveva un ampio repertorio incentrato sulle opere italiane e francesi, da quelle barocche alle contemporanee, con una predilezione per i ruoli di Figaro e Rigoletto. 
Si ritirò nel 1982 e visse a Roccavione, dove morì il 15 aprile 2008.

## Repertorio
| Ruolo                              | Titolo                  | Autore      |
| ---------------------------------- | ----------------------- | ----------- |
| Filippo Maria Visconti             | Beatrice di Tenda       | Bellini     |
| Sir Riccardo Forth                 | I puritani              | Bellini     |
| Escamillo                          | Carmen                  | Bizet       |
| Michonnet                          | Adriana Lecouvreur      | Cilea       |
| Belcore                            | L'elisir d'amore        | Donizetti   |
| Enrico Ashton                      | Lucia di Lammermoor     | Donizetti   |
| Dottor Malatesta                   | Don Pasquale            | Donizetti   |
| Silvio                             | Pagliacci               | Leoncavallo |
| Albert                             | Werther                 | Massenet    |
| Manfredo                           | L'amore dei tre re      | Montemezzi  |
| Frate Guido L'Assessore Il Guercio | Fra Gherardo            | Pizzetti    |
| Lescaut                            | Manon Lescaut           | Puccini     |
| Marcello                           | La bohème               | Puccini     |
| Barone Scarpia                     | Tosca                   | Puccini     |
| Sharpless                          | Madama Butterfly        | Puccini     |
| Jack Rance                         | La fanciulla del West   | Puccini     |
| Ping                               | Turandot                | Puccini     |
| Figaro                             | Il barbiere di Siviglia | Rossini     |
| Cinna                              | La Vestale              | Spontini    |
| Rigoletto                          | Rigoletto               | Verdi       |
| Conte di Luna                      | Il trovatore            | Verdi       |
| Kilian                             | Il franco cacciatore    | Weber       |

## Discografia
- Lucia di Lammermoor, con Maria Callas, Giuseppe Campora, Nicola Moscona, dir. Fausto Cleva - dal vivo Metropolitan 1956 - Melodram
- Pagliacci, con Giuseppe Di Stefano, Clara Petrella, Aldo Protti, dir. Nino Sanzogno - dal vivo La Scala 1956 - Myto
- Madama Butterfly, con Renata Tebaldi, Carlo Bergonzi, Fiorenza Cossotto, dir. Tullio Serafin - Decca 1958
- La fanciulla del West, con Birgit Nilsson, Joao Gibin, Andrea Mongelli, dir. Lovro von Matačić - Columbia/EMI 1958
- L'amore dei tre re, con Luisa Malagrida, Pierre Duval, Ezio Flagello, dir. Richard Karp - Delphi 1969